# KS Teuta Durrës
A FK Teuta Durrës egy albán labdarúgócsapat Durrësban, jelenleg az albán labdarúgó-bajnokság élvonalában szerepel.
Hazai mérkőzéseiket a 13 000 fő befogadására alkalmas Niko Dovana Stadionban játsszák.

## Történelem
A klubot 1920-ban alapították KS Urani néven, majd később több alkalommal is megváltoztatták a csapat nevét.
Az albán másodosztály két alkalommal (1959, 1961), míg az albán kupát háromszor nyerték meg (1994-1995, 1999-2000, 2004-2005).
Egyik nagy sikerüket az 1993–1994-es szezon végén érték el, amikor megnyerték az albán első osztályt.
A 2020-2021-es idényben kiélezett küzdelemben megnyerték az albán élvonalbeli labdarúgó bajnokságot, így elindulhattak a Bajnokok ligája selejtezőiben.
A selejtező második körében a moldáv bajnok Sheriff Tiraspol kettős győzelemmel búcsúztatta őket (0-1,0-4).

## Korábbi elnevezések
- 1920 - KS Urani
- 1922 - SK Durazzo
- 1930 - KS Teuta
- 1930 - Kategoria e parë
- 1946 - KS Ylli i Kuq Durazzo
- 1949 - SK Durazzo
- 1951 - Puna Durazzo
- 1958 - KS Lokomotiva Durazzo
- 1991 - KS Teuta

## Sikerek
- Albán első osztály: (2)

1993–1994, 2020/21
- Albán másodosztály: (2)

1958–1959, 1960–1961
- Albán kupa: (4)

1994–1995, 1999–2000, 2004–2005, 2019–2020

## Európai kupasorozatokban való szereplés
| Szezon  | Kupasorozat                 | Forduló | Nemzet | Klub                | Hazai | Vendég |
| ------- | --------------------------- | ------- | ------ | ------------------- | ----- | ------ |
| 1994/95 | UEFA-kupa                   | SK      | CYP    | Apollon Limassol    | 1-4   | 2-4    |
| 1995/96 | Kupagyőztesek Európa-kupája | SK      | FIN    | TPS Turku           | 3-0   | 0-1    |
|         |                             | 1F      | ITA    | AC Parma            | 0-2   | 0-2    |
| 1996/97 | UEFA-kupa                   | 1SK     | SVK    | FC Košice           | 1-4   | 1-2    |
| 1999    | UEFA Intertotó Kupa         | 1F      | Izland | IA Akranes          | 2-1   | 1-5    |
| 2000/01 | UEFA-kupa                   | 2SK     | AUT    | SK Rapid Wien       | 0-4   | 0-2    |
| 2002    | UEFA Intertotó Kupa         | 1F      | Málta  | Valletta            | 0-0   | 2-1    |
|         |                             | 2D      | ROM    | Gloria Bistriţa     | 1-0   | 0-3    |
| 2004    | UEFA Intertotó Kupa         | 1F      | SVK    | FK ZTS Dubnica      | 0-0   | 0-4    |
| 2005/06 | UEFA-kupa                   | 1SK     | BIH    | NK Široki Brijeg    | 3-1   | 0-3    |
| 2007/08 | UEFA-kupa                   | 1SK     | CRO    | NK Slaven Belupo    | 2-2   | 2-6    |
| 2012/13 | Európa-liga                 | 1SK     | GEO    | SZK Olimpi Rusztavi | 0-3   | 1-6    |

- SK = Selejtezőkör
- 1F = 1. forduló
- 2F = 2. forduló